# Johannes Steinmeyer (Orgelbauer)

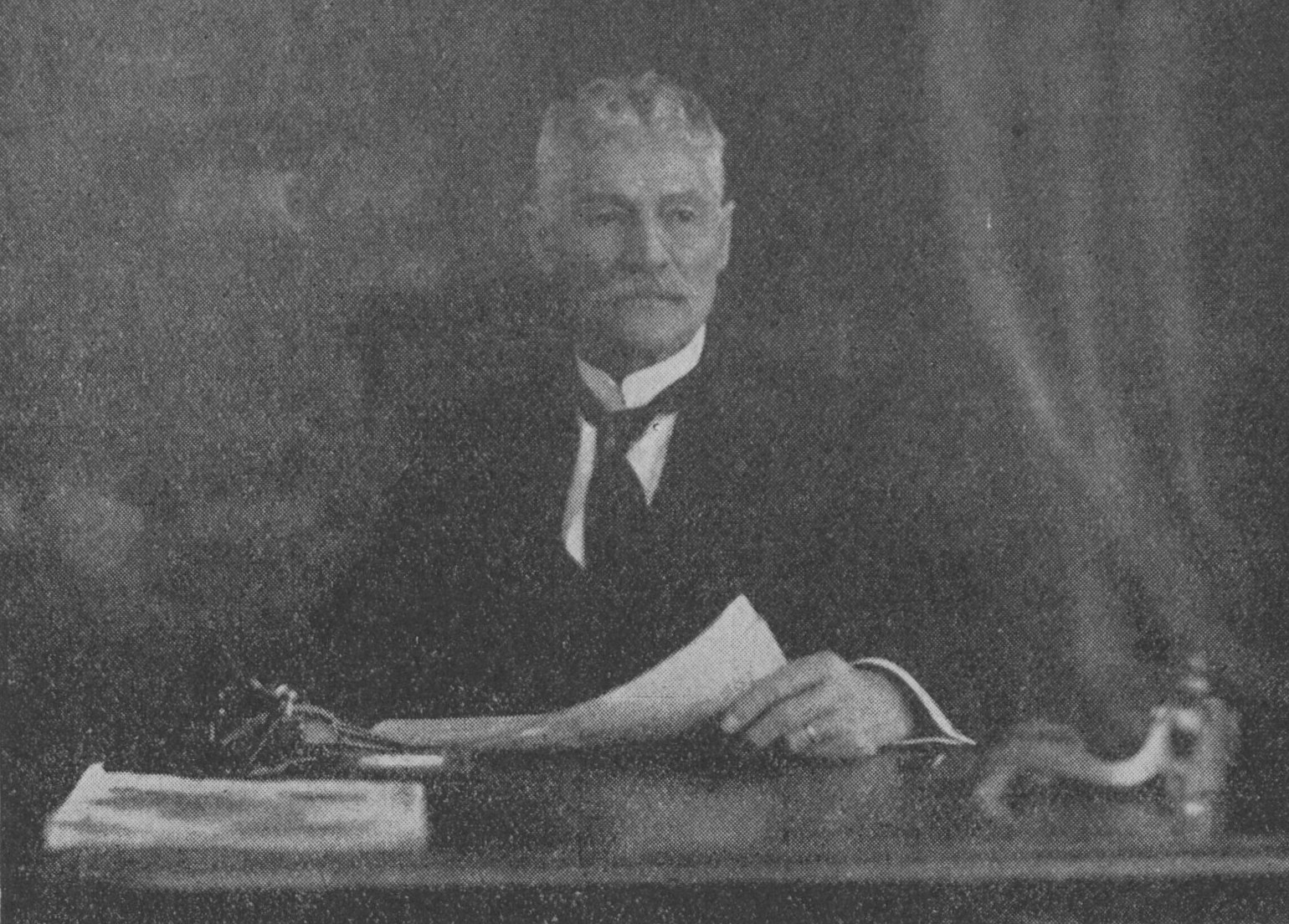
Johannes Steinmeyer, um 1927

Friedrich Johannes Steinmeyer (* 27. Juni 1857 in Oettingen in Bayern; † 22. Juli 1928 ebenda) war ein deutscher Orgelbauer. 

## Leben
Johannes Steinmeyer war der dritte Sohn (und viertes Kind) des Orgelbauers Georg Friedrich Steinmeyer und seiner Ehefrau Johanna, geb. Beyhl (1829–1863).
Nach der Schulausbildung begann er 1872 im väterlichen Betrieb eine Lehre zum Orgelbauer; er wurde auch bei Friedrich Goll in Luzern ausgebildet. Im Jahr 1884 machte ihn sein 65-jähriger Vater zum Teilhaber und übertrug ihm immer mehr Aufgaben. Ab 1887 ging er selbständig auf Orgelreisen.
Da sein älterer Bruder Theodor (1852–1880), ebenfalls Orgelbauer, bereits gestorben war, übernahm er nach dem Tod des Vaters im Jahr 1901 die Betriebsleitung der Firma G. F. Steinmeyer & Co.

## Orgelbau
Die Firma hatte in den 1880er Jahren ungefähr 50 Beschäftigte, 1892 waren es 70 und um die Jahrhundertwende 75.
1902 wurde das auf der gegenüberliegenden Straßenseite gelegene Gelände einer Gärtnerei erworben, auf dem ab 1921 neue Produktionshallen errichtet wurden. Nach der Inflation 1924 setzte ein Boom im Orgelbau ein, und die Firma beschäftigte zeitweise 140 Mitarbeiter.
Im Jahr 1903 wurde die Vollendung der 800. Steinmeyer-Orgel gefeiert und 1909 die 1000. Orgel.
Im Jahr 1921 trat Wilhelm Strebel (1873–1939), der Sohn von Johannes Strebel, als neuer Teilhaber ein. Ab da nannte sich die Firma G. F. Steinmeyer & Co. (Steinmeyer & Strebel) bis zu seinem Tod. Mit ihm wurden auch die Kundschaft und das Inventar der Nürnberger Firma übernommen.
In den 27 Jahren, in denen Johannes Steinmeyer das Unternehmen leitete, wurden ungefähr 750 neue Orgeln gebaut, darunter 5 viermanualige und 64 dreimanualige, mit insgesamt ca. 13000 Registern.
Sein bedeutendstes Werk war die Orgel im Passauer Dom mit fünf Manualen und 208 Registern. Sie wurde von 1924 bis 1928 gebaut, setzte sich aus fünf Instrumenten (Haupt-, Epistel-,Evangelien-, Chor- und Fern-Orgel) zusammen und war damals die größte Kirchenorgel der Welt. Konstrukteur der Gesamtanlage war sein jüngster Bruder Albert (* 12. November 1874; † 13. Juli 1941), der sie auch zusammen mit dem finnischen Orgelbauer Hymander intonierte.

### Windladen
Bis in die 1890er Jahre wurden von der Firma Steinmeyer vorwiegend Orgeln mit mechanischer Kegellade gebaut. Die Einführung der pneumatischen Traktur 1891 und der Taschenlade 1894/1895 ging im Wesentlichen auf Initiative und Engagement von Johannes Steinmeyer zurück. Die Konstruktion der Taschenlade von Steinmeyer zeichnete sich durch große Funktionssicherheit, Robustheit und geringe Verzögerung zwischen Tastendruck und Ansprache der Pfeifen aus.
1909 wurde die erste Orgel mit elektrischer Traktur gebaut: Opus 1014 mit II/24 für die Petruskirche in Darmstadt-Bessungen. Bis 1920 wurden vorwiegend Fernwerke mit elektrischer Traktur angeschlossen. Die Marienkirche in Landau in der Pfalz war die erste größere Orgel mit elektropneumatischer Traktur (1924, Opus 1384 mit III/72).

## Restaurierungen
In den Jahren 1914 und 1922 wurden die Chororgeln der Klosterkirche Ottobeuren, die Karl Joseph Riepp 1766 gebaut hatte, restauriert. Zunächst sollte die Orgel auf pneumatische Traktur umgestellt werden und es wurden entsprechende Angebote von der Firma Maerz und Steinmeyer eingeholt. Am Ende wurde eine konservative Restaurierung der Schleifladen-Orgeln durchgeführt, die heute noch immer als vorbildlich gilt.

## Harmoniumbau
Neben Orgeln baute die Firma auch Harmoniums. Bis zum Tod von Johannes Steinmeyer im Jahr 1928 waren es insgesamt 6000 Stück.

## Familie
Johannes Steinmeyer war mit Berta Wolf (1863–1926) verheiratet. Mit ihr hatte er drei Kinder:
- Hans (1889–1970)
- Fritz (senior) (1895–1974)
- Maria

Die beiden Söhne wurden ebenfalls Orgelbauer und Hans übernahm die Betriebsleitung nach dem Tod des Vaters.

## Ehrungen
- 1926: Titel Geheimer Kommerzienrat verliehen.
- 1927: Ehrenbürger der Stadt Oettingen.[6]